# 드폰첸

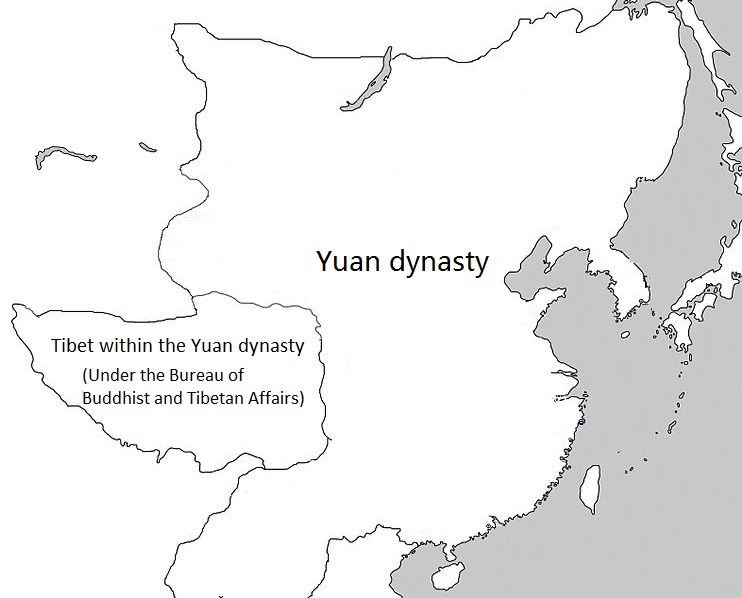
원 제국 치하의 티베트

드폰첸(dpon-chen) 또는 폰첸(pönchen)은 문학적으로는 '막강한 권세' 또는 '위대한 관리자'라는 뜻으로, 원 제국의 티베트 지배기 사키야 수도원에 거했던 티베트의 최고 행정관이자 주지사였다. 13세기에서 14세기, 몽골 제국에서 드폰첸은 1260년대에 설치되었고 티베트 지역에서 원 제국의 대칸(황제)들의 재량에 따라 티베트 지역의 실질적인 통치 기관으로써 기능하였으며, 원 궁정에서 활동했던 제사(帝師)와는 다른 점이었다.
몽골 제국은 칸발리크(현대의 베이징)에 선정원(宣政院)으로 알려진 정부 기관과 최고위급 행정부를 설치해 티베트 영토를 관리하고, 승려들을 감독했다. 그 업무 가운데 하나는 사캬 라마가 없을 때 티베트를 다스릴 드폰첸((e.g. Drogön Chögyal Phagpa)을 지명하는 것이었다. 드폰첸은 언제나 티베트의 통치자인 사캬 라마가 티베트인 가운데서 지명하고, 원 황제가 그것을 후에 추인할 뿐이었다. 그의 업무는, 사캬 정부의 최고 통치권자가 되는 것 외에도, 13개 만호부의 트리폰(tripön)을 임명하는 것, 원 정부와 티베트 사이의 연락책 역할을 하는 것이었다.
그러나 이 제도는 또한 티베트에서 사캬 지도자들과 폰첸들 사이의 갈등으로 이어졌다. 폰첸은 사캬에 소규모 군사력을 거느리고 있었지만, 내란이나 외부 침략이 일어났을 때 그들의 주요 군사 지원은 몽골 제국 내지 원 왕조로부터 나왔다. 14세기 중반 원 왕조가 쇠퇴하자 티베트에서는 타이시쓰 창추브 갸르첸(ཏའི་སི་ཏུ་བྱང་ཆུབ་རྒྱལ་མཚན)이 사캬를 무너뜨리고 파그모두루파(ཕག་མོ་གྲུ་པ་) 왕조를 세움으로써, 폰첸 체제의 종말을 고했다.

## 같이 보기
- 선정원